# Coupe de Mérode
La coupe de Mérode est une coupe médiévale en vermeil finement décorée d'oiseaux, de fruits et feuilles de vigne gravés. Elle fut fabriquée en Bourgogne vers 1400, et nommée d'après la famille princière belge de Merode, à qui elle a appartenu.
Sur les côtés, le couvercle et la base, se trouvent des plaques d'un émail fragile et translucide connu sous le nom de plique-à-jour, une technique difficile qui consiste à tirer le verre dans les cellules et à enlever ensuite le support pour créer un effet de vitrail. Lorsque la coupe est placée dans un rayon de lumière, elle semble être composée de fenêtres miniatures en vitraux. Des pièces décorées avec ce genre d'émail sont connues à partir d'inventaires personnels, comme celui d'un grand personnage du XIVe siècle, Jean Ier de Berry, frère du roi Charles V de France. Cette coupe, cependant, est la seule de cette époque encore existante de nos jours.
Elle fait partie aujourd'hui (2010) des collections du Victoria and Albert Museum, à Londres.

## Source
- (en) Cet article est partiellement ou en totalité issu de l’article de Wikipédia en anglais intitulé « Mérode Cup » (voir la liste des auteurs).